# Ongiara
Ongiara è il terzo album in studio del gruppo musicale canadese Great Lake Swimmers, pubblicato nel 2007.

## Tracce
1. Your Rocky Spine – 3:36
2. Backstage with the Modern Dancers – 4:28
3. Catcher Song – 4:11
4. Changing Colours – 4:44
5. There Is a Light – 5:06
6. Put There by the Land – 2:43
7. I Am Part of a Large Family – 4:23
8. Where in the World Are You – 3:49
9. Passenger Song – 4:28
10. I Became Awake – 5:53